# جميل بارودي
جميل البارودي (1905- 4 مارس 1979) دبلوماسي سعودي مسيحي، لبناني الأصل، شغل منصب المندوب السعودي الدائم لدى الأمم المتحدة، منذ أول اجتماع للمنظمة عام 1946 حتى وفاته. وعمل ترجمانًا للملك فيصل ووصيًّا على الأمير تركي الفيصل عندما كان يدرس في الولايات المتحدة في الخمسينيات والستينيات من القرن العشرين. وهو أول سفير للسعودية في الأمم المتحدة، وعمل سفيرًا للمملكة في واشنطن فيما بين 1963 و 1979م. 

## ولادته ونشأته
وُلد جميل البارودي في سوق الغرب بلبنان عام 1905، لأسرة نصرانية مارونية. درس في الجامعة الأمريكية في بيروت، وفي جامعة برينستون في أثناء الحرب العالمية الثانية. 
عمل مستشارًا للنسخة العربية من مجلة ريدرز دايجست. وبدأ حياته الدبلوماسية عام 1929، وعُيِّن مندوبًا في عُصبة الأمم. ولم تمنع ديانة جميل النصرانية من أن يكون سفيرًا للمملكة العربية السعودية في واشنطن، وسفيرًا فوق العادة للأمَّة العربية وعميدًا لمندوبيها الدائمين بالأمم المتحدة.

## علاقته بالملك فيصل
لقي الأمير فيصل بن عبد العزيز عندما كان وزيرًا لخارجية السعودية، وكان البارودي حينئذ مهاجرًا يعمل أستاذًا في الكيمياء. لكن الأمير رأى في معارفه الواسعة ونبضه العربي خيرَ مندوب للمملكة في هيئة الأمم. بل رأى فيه أيضًا رجلًا أمينًا ينتبه إلى شؤون ولديه، سعود وتركي، اللذَين يدرُسان في برنستون، إحدى أرفع جامعات أمريكا.

## في الأمم المتحدة
عُيِّن البارودي ممثلًا للسعودية لدى الأمم المتحدة عند تأسيسها، ومنح سلطة غير عادية لتشكيل المواقف السعودية في المنظمة الدولي، على عكس الممثلين الآخرين الذين تلقوا في الغالب أوامر من وزارات خارجيتهم. عُرِف بارودي بأنه أستاذ في إجراءات الأمم المتحدة وخطيب نابض بالحيوية، كانت صراحته وشغفه وذكائه تُحيي النقاشات الباهتة في كثير من الأحيان. كتبت عنه مجلة تايم بروح الدعابة أنه قد «يكون مسؤولاً عن منع أعداد لا تحصى من زملائه من الموت بسبب الملل المطلق»، وذلك بفضل خطاباته الأصلية والغريبة. في عام 1971 مندوب الولايات المتحدة إد ديرونسكي قال عن بارودي: «المهارة الخطابية للمندوب المتميز تكاد تكون طاغية. أنا مقتنع أنه لو ناقش السيد ونستون تشرشل السيد بارودي في ذروته، لكان قد حصل على ثاني أفضل.» وفقًا للمؤرخ رولان بورك، كانت إحدى خطابات بارودي حول حقوق الإنسان «دوامة بلاغية للإشارات إلى الديناصورات وزوالها الواضح عن طريق الافتراس من قبل النمر ذي الأسنان السافرة، والانحراف عن السومريين، وعن مخاطر الطب النفسي. .» وفقًا لرواية أخرى، كانت مداخلات بارودي «واسعة النطاق دائمًا، وغالبًا ما تكون مسلية؛ لكنه كان يميل إلى التحدث في أوقات غير مريحة وبإطالة مفرطة... يعلن حقائق محرجة.»
من بين الأسباب التي دافع عنها طوال حياته المهنية كانت الدولة الفلسطينية. خلال نقاش ساخن عام 1975 حول الصهيونية، وصف بارودي الصهاينة بأنهم «شعب غريب في وسطنا» وشجب الأموال اليهودية والنفوذ اليهودي.
في حرب 1973 استخدم السفير بارودي بلاغته للدفاع والمنافحة عن قضايا فلسطين والعروبة. رغم الحملات الإعلامية لم يتزحزح عن مواقف المملكة والعرب قيد أنملة. وسجل السفير جميل البارودي مواقف مشرفة خاض فيها سجالًا شرسًا ومثيرًا في منابر الجمعية العامة للأمم المتحدة. حين أعلن أن دعم المملكة للفلسطينيين أو حرب أكتوبر من أولوياتها وستظل تدعم الدول العربية في الجبهتين السورية والمصرية ضد العدوان الإسرائيلي. وفي تحدٍ لبعض الأصوات قال: إن الأمة العربية وجدت في هذه الأرض لتبقى وأرضنا من سوريا في الشمال إلى السودان في الجنوب ومعركتنا ثقافية وسننتصر فيها. وقال: إن العروبة لا تقوم على العرق ولا على الجنس وإنما على الثقافة العربية فمن اكتسب الثقافة العربية فهو عربي.
وفي رده على سفير إسرائيل في الأمم المتحدة يوسف لكو الذي اتهمه بأنه (ضد السامية) قال له (Shut up أو اخرس). ثم حدثت بينه ووكيل الأمم المتحده لشؤون الجمعية العامة مخاشنة لفظية في هذا المعنى. وفي السياق نفسه اشتبك في عام 1973 مع مندوب شيلي الذي كان يمالي إسرائيل. لهذا قال الدبلوماسيون عنه أنه صاحب أسلوب ميلودرامي يتعمد فيه وضع البهارات والمحسنات البلاغية مما يجعله جاذبًا وجعل أسلوبه محفزًا للثناء. مع ذلك هناك من انتقده فقد وصفته مجلة التايم بأنه (مثل قنبلة موقوتة) أو مثل صاروخ غير موجه. وأوردت الآيسوشيتدبرس بأنه صاحب مهارات تمكنه من التنقل بين القضايا الإنسانية بصورة تثير ارباك من يتعامل معه. ووصفه كورت فالدهايم الأمين العام للأمم المتحدة بأنه من أميز مناديب الدول في الأمم المتحده.
عندما توفي، كان العضو الأطول خدمة في أي دولة عضو. والأمم المتحدة الأمين العام كورت فالدهايم أمر بانزال علم الأمم المتحدة في نيويورك إلى نصف الصاري حداداً على البارودي، وهذا الشرف عادة ما يكون مخصصا فقط لرؤساء الدول.

## حياته الشخصية
تزوَّج بارودي امرأة أمريكية وله منها أربعة أولاد تلقوا تعليمهم في الولايات المتحدة.

## وفاته
توفي جميل البارودي يوم الأحد 6 ربيع الآخر 1399هـ الموافق 4 مارس (آذار) 1979م. 